# République – Beaux-Arts
République – Beaux-Arts – stacja metra w Lille, położona na linii 1. Znajduje się w Lille, w dzielnicy Lille-Centre, pod Place de la République i obsługuje prefekturę oraz Palais des Beaux-Arts w Lille.
Została oficjalnie otwarta 25 kwietnia 1983 przez ówczesnego prezydenta Republiki Francuskiej François Mitterranda.